# Duko (Rubaru)
Duko is een bestuurslaag in het regentschap Sumenep van de provincie Oost-Java, Indonesië. Duko telt 2890 inwoners (volkstelling 2010).